# Sympherobius amiculus
Sympherobius amiculus is een insect uit de familie van de bruine gaasvliegen (Hemerobiidae), die tot de orde netvleugeligen (Neuroptera) behoort. 
Sympherobius amiculus is voor het eerst wetenschappelijk beschreven door Fitch in 1855.